# Clémery
Clémery település Franciaországban, Meurthe-et-Moselle megyében. Lakosainak száma 492 fő (2022. január 1.). Clémery Belleau, Landremont, Nomeny, Port-sur-Seille, Rouves és Sainte-Geneviève községekkel határos.

## Népesség
A település népességének változása:
| Lakosok száma | 262  | 256  | 404  | 495  | 517  | 506  | 495  | 495  | 496  | 492  |
|               | 1968 | 1982 | 1999 | 2006 | 2011 | 2015 | 2017 | 2018 | 2020 | 2022 |